# Sarnia Zwola-Folwark
Sarnia Zwola-Folwark – część wsi Sarnia Zwola w Polsce, położona w województwie świętokrzyskim, w powiecie ostrowieckim, w gminie Waśniów. Leży na północ od Sarniej Zwoli wzdłuż drogi wojewódzkiej nr 751.
W latach 1975—1998 Sarnia Zwola-Folwark administracyjnie należał do województwa kieleckiego.